# Sympetrum meridionale
Espèce
Statut de conservation UICN

 LC  : Préoccupation mineure
Le sympétrum méridional (Sympetrum meridionale) est une des nombreuses espèces de libellules du genre Sympetrum.

## Description et caractéristiques
Les adultes matures rouges (mâles) ou jaunes (femelles) présentent de belles couleurs saturées.
Confusion possible avec le Sympétrum strié (Sympetrum striolatum).
Les pattes sont globalement jaunes et une suture noire et fine se situe sur le haut du thorax.

## Habitat et distribution
C'est une espèce à large répartition européenne.

## Comportement
Le Sympétrum méridional appartient à la famille des Libellulidae, qui sont d'habiles et puissants voiliers.

## Galerie d'images

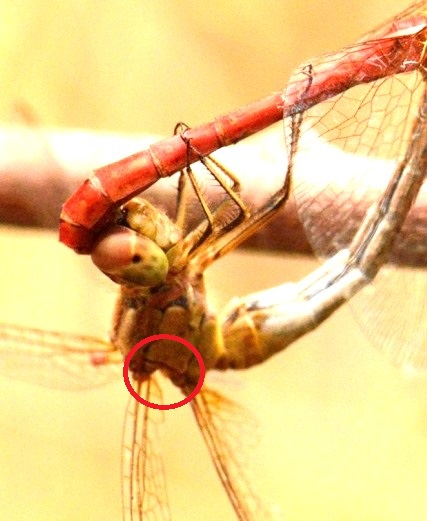
Sutures thoraciques du Sympétrum méridional
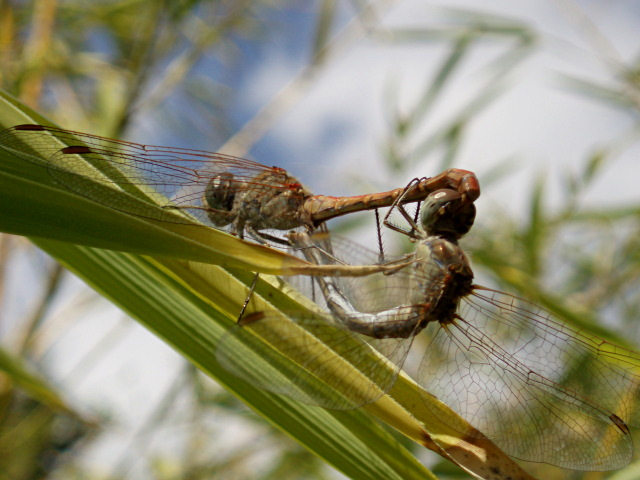
Accouplement
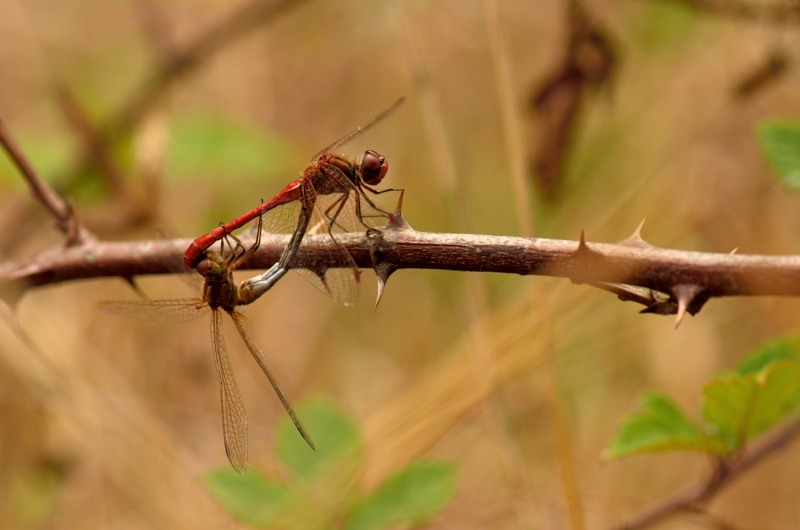
Accouplement de Sympétrum méridional
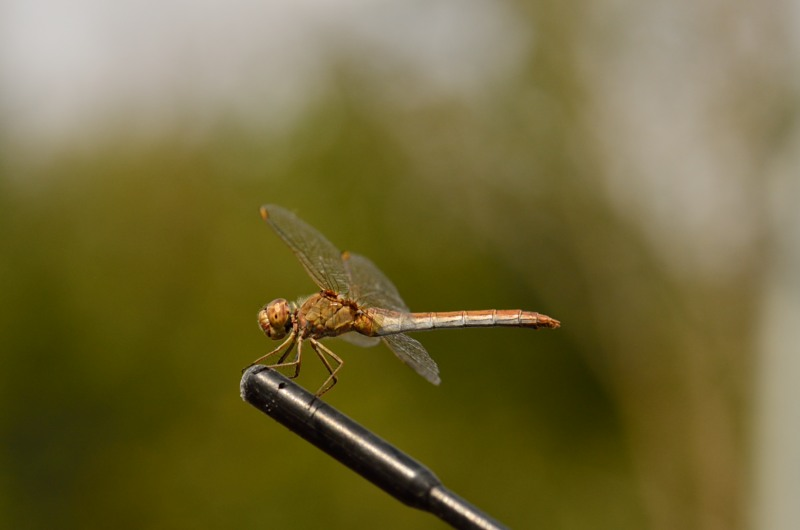
Sympétrum méridional sur Antenne de voiture